# Francisco Mariano Quiñones
Francisco Mariano Quiñones Quiñones (San Germán, Puerto Rico, 14 de febrero de 1830 - ibídem, 13 de septiembre de 1908) fue un político puertorriqueño.  Propuso la abolición de la esclavitud y la constitución de Puerto Rico como provincia autónoma del Reino de España.

## Formación
Quiñones nace en el seno de una rica familia de hacendados en San Germán, Puerto Rico. En 1847 fue enviado por su padre a Europa a recibir educación en un colegio privado de Bremen. Concurre a la universidad en Alemania, Francia, y Nueva York. Al regresar a Puerto Rico en 1848, comienza a trabajar en los negocios de la familia.

## Abolicionista
En 1865, la corona de España pide a las municipalidades de Puerto Rico recomendaciones sobre leyes nuevas y Quiñones es elegido representante por San German. En 1867 Quiñones representa a la provincia de Puerto Rico en la reunión del "Comité de Información de Ultramar" en España. Junto con Segundo Ruiz Belvis y Jose Julian Acosta, exige la abolición de la esclavitud en Puerto Rico y protestan con relación a diversas injusticias del General Palacio en la isla.

## Político
A su regreso a la isla Quiñones se incorpora al Partido Reformista Liberal de Puerto Rico y en 1871 es elegido representante ante las Cortes de España. En España continua su lucha por la abolición de la esclavitud. 
En 1887, Quiñones se une al Partido Autonomista liderado por Luis Muñoz Rivera. Se producen varias diferencias de opinión entre Marín y algunos miembros del partido que provocan la ruptura del partido. Quiñones y Jose Celso Barbosa se encuentran en el grupo que abandona el partido y forman el Partido Autonomista Ortodoxo.
El 9 de febrero de 1898, España le otorga a Puerto Rico la autonomía. Quiñones fue Presidente del primer Gabinete autónomo de Puerto Rico y juró su cargo ante el gobernador español, el General Manuel Macías Casado.